# 国防白書
国防白書（こくぼうはくしょ、英：White Paper on Defence、Defence White Paper）は、各国の国防省が毎年刊行している白書である。国防政策の基本理念について各国の国民の理解を求めるために作成されている。

## 概要
各国の国防省の国防政策や、近隣諸国への認識を理解できる一次資料である。
国家の防衛の根幹となる対外関係、周辺諸国などの軍事動向、国防政策の提言などが記載される。
また、後世においては国防政策の転換等、当時の状況を示す一次資料としての価値も見出されている。